# Be Cool, Scooby-Doo!
Be Cool, Scooby-Doo! (Brasil: Que Legal, Scooby-Doo! ) é a série de desenho animado estado-unidense produzida pela Warner Bros. Animation e a décima segunda encarnação de Scooby-Doo da Hanna-Barbera.
Nos Estados Unidos, a série estreou no em 5 de outubro de 2014 no Cartoon Network.
No Brasil, teve sua estreia pelo canal Boomerang em 9 de outubro de 2015.
Em Portugal teve sua estreia no dia 4 de janeiro de 2016 no Cartoon Network e em 10 de junho de 2017 na RTP2. Em 26 de abril de 2018 começou a emitir no Boomerang.
Em Angola e Moçambique estreou no Boomerang em Março de 2016.

## Enredo
Após terminarem o colégio, Scooby-Doo e sua turma decidem viajar na máquina do mistério, à procura de aventura e diversão. Mas como sempre, alguns monstros pretendem arruinar sua jornada.

## Elenco
| Personagem | Voz original    | Dublagem         | Dobragem         |
| ---------- | --------------- | ---------------- | ---------------- |
| Scooby-Doo | Frank Welker    | Reginaldo Primo  | Rui de Sá        |
| Fred       | Frank Welker    | Peterson Adriano | Romeu Vala       |
| Salsicha   | Matthew Lillard | Mckeidy Lisita   | Tiago Retrê      |
| Daphne     | Grey DeLisle    | Flávia Saddy     | Sandra de Castro |
| Velma      | Kate Micucci    | Fernanda Baronne | Érica Mota       |

- Locutor: Ricardo Vooght
- Estúdio: Cinevideo

## Produção
Be Cool, Scooby-Doo! foi anunciado em março 2014, ao lado das outras reinicializações das produções clássicas da Warner Bros., como The Tom and Jerry Show e Wabbit.
Sam Register, que foi promovido a presidente da Warner Bros. Animation e da Warner Digital Series em abril de 2014, será o produtor supervisor da série. Shaunt Nigoghossian foi o director de animação e Richard Lee foi o director de arte. Os episódios da série terão vinte e dois minutos de duração.
Um avanço da série foi publicado em 2014, na Comic-Con, edição especial da TV Guide, onde foi escrito que a série teria "um tom mais divertido" que sua encarnação anterior, Scooby-Doo - Mystery Inc.,
Zac Moncrief, produtor da série, explicou que a série será "um conjunto mais cómico", com os traços dos personagens extraídos da série original de 1969. Esta decisão anularia as subtramas românticas apresentadas na série Mystery Incorporated. O Scooby-Doo também terá seu diálogo limitado; enquanto, Fred actualizou a máquina do mistério com aparelhos mais modernos.
Além disso, os personagens foram redesenhados para o elenco (mas suas roupas originais foram conservadas). Moncrief descreveu a reforma como "simplista, um desenho irritável para combinar com o estilo de comédia" e comparou a sua moda com a subcultura hipster.
Entretanto, este negou que era "uma versão exagerada ou meta" do Scooby-Doo.

## Episódios

### Resumo
| Temporada | Temporada | Episódios | Exibição original      | Exibição original   | Exibição no Brasil   | Exibição no Brasil     | Exibição em Portugal | Exibição em Portugal |
| Temporada | Temporada | Episódios | Estreia de temporada   | Final de temporada  | Estreia de temporada | Final de temporada     | Estreia de temporada | Final de temporada   |
| --------- | --------- | --------- | ---------------------- | ------------------- | -------------------- | ---------------------- | -------------------- | -------------------- |
|           | 1         | 26        | 5 de outubro de 2015   | 20 de junho de 2017 | 9 de outubro de 2015 | 21 de dezembro de 2016 | 4 de janeiro de 2016 | por anunciar         |
|           | 2         | 26        | 28 de setembro de 2017 | 18 de março de 2018 | 5 de maio de 2017    | por anunciar           | por anunciar         | por anunciar         |

### 1.ª Temporada (2015-2017)
| Episódio (série) | Episódio (temp.) | Título | Escrito por                                                            | Exibição original                                                  | Audiência (em milhões) |
| --- | ---------------- | --- | ---------------------------------------------------------------------- | ------------------------------------------------------------------ | ---------------------- |
| 1 | 1                | "Introdução a Mistérios (BR) O Mistério da Universidade Assombrada (PT)" "Mystery 101"                                | Jon Colton Barry                                                       | 5 de outubro de 2015 9 de outubro de 2015 4 de janeiro de 2016     | 1,35                   |
| A turma investiga o porque do fantasma de Elias Kingston, fundador da Universidade de Kingston, estar assombrando o lugar.                                                                                            |                  | |                                                                        |                                                                    |                        |
| 2 | 2                | "O Jogo da Galinha (BR) Não Foi o Mordomo! (PT)" "Game of Chicken"                                                    | Ken Daly, John Matta, e Jon Colton Barry                               | 6 de outubro de 2015 16 de outubro de 2015 5 de janeiro de 2016    | 1,08                   |
| Fred recebe um pedido de ajuda de Chuck, um amigo aventureiro. |                  | |                                                                        |                                                                    |                        |
| 3 | 3                | "Todas as Patas no Convés (BR) Mistério Em Alto-Mar (PT)" "All Paws on Deck"                                          | Joe Purdy e Jon Colton Barry                                           | 7 de outubro de 2015 23 de outubro de 2015 12 de janeiro de 2016   | 1,15                   |
| A turma faz uma viagem no navio de cruzeiro dirigido pelo primo de Fred, apesar de Velma não gostar muito da água. |                  | |                                                                        |                                                                    |                        |
| 4 | 4                | "Justiça Poodle (BR / PT)" "Poodle Justice"                                                                           | Joe Ballarini e Marly Halpern-Graser                                   | 8 de outubro de 2015 30 de outubro de 2015 7 de janeiro de 2016    | 1,43                   |
| A turma visita o set da série favorita de Scooby e conhecem uma atriz cão que interpreta um detetive na série enquanto uma gargula aterroriza a filmagem.                                                             |                  | |                                                                        |                                                                    |                        |
| 5 | 5                | "Grande Esquema (BR)" "Grand Scam"                                                                                    | Kevin A. Kramer e Jon Colton Barry                                     | 9 de outubro de 2015 6 de novembro de 2015                         | 1,21                   |
| Salsicha leva a turma para o estádio Minor League Baseball, e eles descobrem que o estádio está prestes a ser fechado porque o jogador de beisebol fantasma está assustando todos os fãs.                             |                  | |                                                                        |                                                                    |                        |
| 6 | 6                | "Troca de Investigação (BR)" "Trading Chases"                                                                         | Marly Halpern-Graser                                                   | 12 de outubro de 2015 13 de novembro de 2015                       | 1,01                   |
| Fred troca de lugar com Jeff, o guia de turismo no museu de história, e lhe dá a chance de liderar o grupo na resolução de um mistério.                                                                               |                  | |                                                                        |                                                                    |                        |
| 7 | 7                | "Silêncio, Scooby-Doo (BR) Silêncio Scooby-Doo! (PT)" "Be Quiet Scooby-Doo!"                                          | Justin Becker, Steve Clemmons, e Jon Colton Barry                      | 15 de outubro de 2015 20 de novembro de 2015 11 de janeiro de 2016 | 1,37                   |
| Para resolver o mistério de um Monstro Morcego, a turma deve aventurar-se em um labirinto de formações de cristal intrincados.                                                                                        |                  | |                                                                        |                                                                    |                        |
| 8 | 8                | "Aproveite Como se Fosse 1899 (BR)" "Party Like It's 1899"                                                            | Jon Colton Barry                                                       | 19 de outubro de 2015 27 de novembro de 2015                       | 0,69                   |
| Daphne leva a turma para uma festa de mistérios com o assassinato de uma vitoriana mas um conde sem cabeça sequestra as pessoas de verdade e cabe a turma da misterio sa derrotar o conde.                            |                  | |                                                                        |                                                                    |                        |
| 9 | 9                | "Grito Donna (BR) Um Mistério Gritante (PT)" "Screama Donna"                                                          | Jon Colton Barry                                                       | 20 de outubro de 2015 4 de dezembro de 2015 13 de janeiro de 2016  | 0,69                   |
| Para resolver o mistério de um artista fantasma, a turma cria uma banda de rock. |                  | |                                                                        |                                                                    |                        |
| 10 | 10               | "Pesadelo na Cozinha (BR)" "Kitchen Frightmare"                                                                       | Darren Grodsky, Danny Jacobs, Jon Colton Barry, e Marly Halpern-Graser | 21 de outubro de 2015 11 de dezembro de 2015                       | 0,76                   |
| O chefe favorito de Scooby-Doo e Salsicha abre seu próprio restaurante, mas um Yeti ameaça a noite de inauguração do lugar.                                                                                           |                  | |                                                                        |                                                                    |                        |
| 11 | 11               | "Eu, Eu Mesmo e o I.A. (BR)" "Me, Myself and A.I."                                                                    | Kevin Fleming, Robert Janas, J.M. DeMatteis, e Jon Colton Barry        | 22 de outubro de 2015 18 de dezembro de 2015                       | 0,81                   |
| A turma visita uma empresa para resolver o mistério de um robô que está fazendo estragos. |                  | |                                                                        |                                                                    |                        |
| 12 | 12               | "Anexo da Área 51 (BR)" "Area 51 Adjacent"                                                                            | Tom Konkle e Jon Colton Barry                                          | 23 de outubro de 2015 25 de dezembro de 2015                       | 0,87                   |
| A turma é confundida com alienígenas e são levados para a Área 53 para serem interrogados. |                  | |                                                                        |                                                                    |                        |
| 13 | 13               | "Onde Tem Testamento, Tem Fantasma (BR)" "Where There's a Will, There's a Wraith"                                     | Duane Capizzi e Jon Colton Barry                                       | 28 de outubro de 2015 3 de junho de 2016                           | 1,11                   |
| A turma deve passar a noite em uma mansão assustadora. |                  | |                                                                        |                                                                    |                        |
| 14 | 14               | "Se Não Quer ir Pra Prisão, Não Arranje Confusão (BR)" "If You Can't Scooby-Doo the Time, Don't Scooby-Doo the Crime" | Steve Clemmons, Jon Colton Barry, e Marly Halpern-Graser               | 31 de outubro de 2015 (iTunes) 10 de junho de 2016                 | 0,27                   |
| Fred está animado para visitar uma prisão de segurança máxima, de onde nenhum presidiário jamais conseguiu escapar. Nota: Em 31 de outubro de 2015, o episódio foi publicado no iTunes, mas foi rapidamente retirado. |                  | |                                                                        |                                                                    |                        |
| 15 | 15               | "Infeliz Natal (BR)" "Scary Christmas"                                                                                | Jon Colton Barry                                                       | 10 de dezembro de 2015 21 de dezembro de 2016                      | 1,35                   |
| Quando chega a véspera de Natal, Fred e a turma resolvem investigar um mistério. Infelizmente, a turma encontra uma cidade que está sendo atacada por um pterodáctilo, e não aparenta nada com um mistério natalino.  |                  | |                                                                        |                                                                    |                        |
| 16 | 16               | "Gremlin no Avião (BR)" "Gremlin on a Plane"                                                                          | Amy Wolfram e Jon Colton Barry                                         | 13 de fevereiro de 2016 24 de junho de 2016                        | 0,30                   |
| A turma precisará resolver um caso de Gremlin no avião. |                  | |                                                                        |                                                                    |                        |
| 17 | 17               | "Sustos com o Biscoito Feiticeiro (BR)" "Sorcerer Snack Scare"                                                        | Josie Campbell, Marly Halpern-Graser, e Jon Colton Barry               | 20 de fevereiro de 2016 1 de julho de 2016                         | 0,22                   |
| A turma visita uma fábrica de biscoitos que está sendo assombrada por um mago. |                  | |                                                                        |                                                                    |                        |
| 18 | 18               | "A Saga do Monstro do Pântano (BR)" "Saga of the Swamp Beast"                                                         | Tab Murphy e Jon Colton Barry                                          | 27 de fevereiro de 2016 8 de julho de 2016                         | 0,23                   |
| A turma vai à Nova Orleans investigar um monstro assustando os integrantes de uma excursão por um pântano. |                  | |                                                                        |                                                                    |                        |
| 19 | 19               | "Fica Frio, Scooby-Doo! (BR)" "Be Cold, Scooby-Doo"                                                                   | Steve Clemmons                                                         | 5 de março de 2016 15 de julho de 2016                             | ASD                    |
| A turma visita um resort de esqui onde Salsicha terá sua primeira experiência com neve, mas lá há um monstro de neve aterrorizando os turistas.                                                                       |                  | |                                                                        |                                                                    |                        |
| 20 | 20               | "Problemas Gigantes (BR)" "Giant Problems"                                                                            | J. M. DeMatteis                                                        | 12 de março de 2016 17 de junho de 2016                            | ASD                    |
| Daphne guia a turma em uma grande aventura na Irlanda. |                  | |                                                                        |                                                                    |                        |
| 21 | 21               | "O Pavor dos Corvos (BR)" "Eating Crow"                                                                               | James Krenzke                                                          | 19 de março de 2016 23 de setembro de 2016                         | ASD                    |
| A turma tenta investigar os rastros de um espantalho fantasma no milharal de uma fazenda. |                  | |                                                                        |                                                                    |                        |
| 22 | 22               | "Eu Scooby Dooby Aceito (BR)" "I Scooby Dooby Do"                                                                     | ASA                                                                    | 26 de março de 2016 30 de setembro de 2016                         | ASD                    |
| A turma tenta encontrar pistas de uma noiva fantasma que está assombrando o casamento de dois casais. |                  | |                                                                        |                                                                    |                        |
| 23 | 23               | "El Bandito (BR)" "El Bandito"                                                                                        | ASA                                                                    | 20 de junho de 2017 7 de outubro de 2016                           | ASD                    |
| A turma enfrenta um misterioso monstro el bandito assombrando no México. |                  | |                                                                        |                                                                    |                        |
| 24 | 24               | "Na Boca do Maluco (BR)" "Into the Mouth of Madcap"                                                                   | ASA                                                                    | 20 de junho de 2017 14 de outubro de 2016                          | ASD                    |
| A turma vai até um parque de diversões a pedido de Daphne, enquanto ela serve de babá a um menino chamado Wayne. Lá, eles descobrem que um palhaço aterroriza o local.                                                |                  | |                                                                        |                                                                    |                        |
| 25 | 25               | "Acampamento Nórdico (BR)" "Norse Case Scenario"                                                                      | ASA                                                                    | 20 de junho de 2017 21 de outubro de 2016                          | ASD                    |
| A turma decide acampar na floresta, mas fantasmas viquingues atrapalham seus planos. |                  | |                                                                        |                                                                    |                        |
| 26 | 26               | "O Povo vs. Fred Jones (BR)" "The People vs. Fred Jones"                                                              | ASA                                                                    | 20 de junho de 2017 28 de outubro de 2016                          | ASD                    |
| Fred é acusado de arquitetar todos os mistérios que já resolveu e Daphne está disposta a defendê-lo, como sua advogada.                                                                                               |                  | |                                                                        |                                                                    |                        |

### 2.ª Temporada (2017)
| Episódio (série) | Episódio (temp.) | Título                                                                       | Escrito por | Exibição original       | Audiência (em milhões) |
| --- | ---------------- | ---------------------------------------------------------------------------- | ----------- | ----------------------- | ---------------------- |
| 27 | 27               | "Um Tempo pro Fred (BR)" "Some Fred Time"                                    | ASA         | 2017 5 de maio de 2017  | ASD                    |
| Fred se torna obcecado com os mistérios, o que faz a turma levá-lo até a casa de praia dos Blake para relaxar. Entretanto, como sempre, um mistério surge e o restante da turma deve resolvê-lo sem contar para o líder. |                  |                                                                              |             |                         |                        |
| 28 | 28               | "There Wolf"                                                                 | ASA         | 2017 12 de maio de 2017 | ASD                    |
| A turma encontra um lobisomem que esta assombrando dentro de um hospital de animais. |                  |                                                                              |             |                         |                        |
| 29 | 29               | "Renn Scare"                                                                 | ASA         | 2017 19 de maio de 2017 | ASD                    |
| A turma tenta desvendar um medo obscuro da infância da Velma. |                  |                                                                              |             |                         |                        |
| 30 | 30               | "Como Treinar o Seu Covarde (BR)" "How To Train Your Coward"                 | ASA         | 2017 26 de maio de 2017 | ASD                    |
| A turma descobre uma torre durante a noite chuvosa onde eles investigam um vampiro mal-assombrado. |                  |                                                                              |             |                         |                        |
| 31 | 31               | "Worst in Show"                                                              | ASA         | 2017 2 de junho de 2017 | ASD                    |
| o cão do inferno aterroriza a apresentação dos cães e a turma tem que deter a criatura. |                  |                                                                              |             |                         |                        |
| 32 | 32               | "Mistérios no Expresso Desoriente (BR)" "Mysteries in the Disorient Express" | ASA         | 2017 9 de junho de 2017 | ASD                    |
| A turma faz uma viagem de trem e encontram uma nova assombração. |                  |                                                                              |             |                         |                        |

## Transmissão internacional
| País                          | Canal                                                            | Data de estreia        | Referências |
| ----------------------------- | ---------------------------------------------------------------- | ---------------------- | ----------- |
| Reino Unido                   | Boomerang Reino Unido                                            | 4 de outubro de 2015   | [ 31 ]      |
| Irlanda                       | Boomerang Reino Unido                                            | 4 de outubro de 2015   | [ 31 ]      |
| Canadá                        | Teletoon                                                         | 8 de outubro de 2015   | [ 32 ]      |
| América Latina                | Boomerang América Latina Cartoon Network América Latina e Brasil | 9 de outubro de 2015   | [ 33 ]      |
| Brasil                        | Boomerang América Latina Cartoon Network América Latina e Brasil | 9 de outubro de 2015   | [ 4 ]       |
| Itália                        | Boomerang Itália                                                 | 31 de outubro de 2015  | [ 34 ]      |
| Polónia                       | Boomerang (EMEA)                                                 | 28 de novembro de 2015 | [ 35 ]      |
| Países Baixos                 | Boomerang (EMEA)                                                 | 28 de novembro de 2015 | [ 35 ]      |
| Bélgica                       | Boomerang (EMEA)                                                 | 28 de novembro de 2015 | [ 35 ]      |
| Hungria                       | Boomerang (EMEA)                                                 | 28 de novembro de 2015 | [ 35 ]      |
| Roménia                       | Boomerang (EMEA)                                                 | 28 de novembro de 2015 | [ 35 ]      |
| Rússia                        | Boomerang (EMEA)                                                 | 28 de novembro de 2015 | [ 35 ]      |
| Sudeste da Europa             | Boomerang (EMEA)                                                 | 28 de novembro de 2015 | [ 35 ]      |
| Austrália                     | Boomerang Oceania                                                | 28 de dezembro de 2015 | [ 36 ]      |
| Nova Zelândia                 | Boomerang Oceania                                                | 28 de dezembro de 2015 | [ 36 ]      |
| Portugal, Angola e Moçambique | Cartoon Network Portugal                                         | 4 de janeiro de 2016   |             |
| Portugal, Angola e Moçambique | Boomerang (Portugal)                                             | março de 2016          |             |
| Portugal                      | RTP2                                                             | 10 de junho de 2017    | [ 5 ]       |
| Mundo árabe                   | Spacetoon Cartoon Network Árabe                                  | 3 de fevereiro de 2016 |             |
| Turquia                       | Cartoon Network Turquia                                          | 3 de janeiro de 2017   |             |